# Старо село (област Перник)
Вижте пояснителната страница за други значения на Старо село.
Старо село е село в Западна България. То се намира в община Радомир, област Перник.

## Културни и природни забележителности

### Храм „Св. Николай Чудотворец“
Известен като „Св. Николай Летни“. Действаща църква.

### Храм „Възнесение Господне“
Известен като „Свети Спас“